# Meiseki-ji

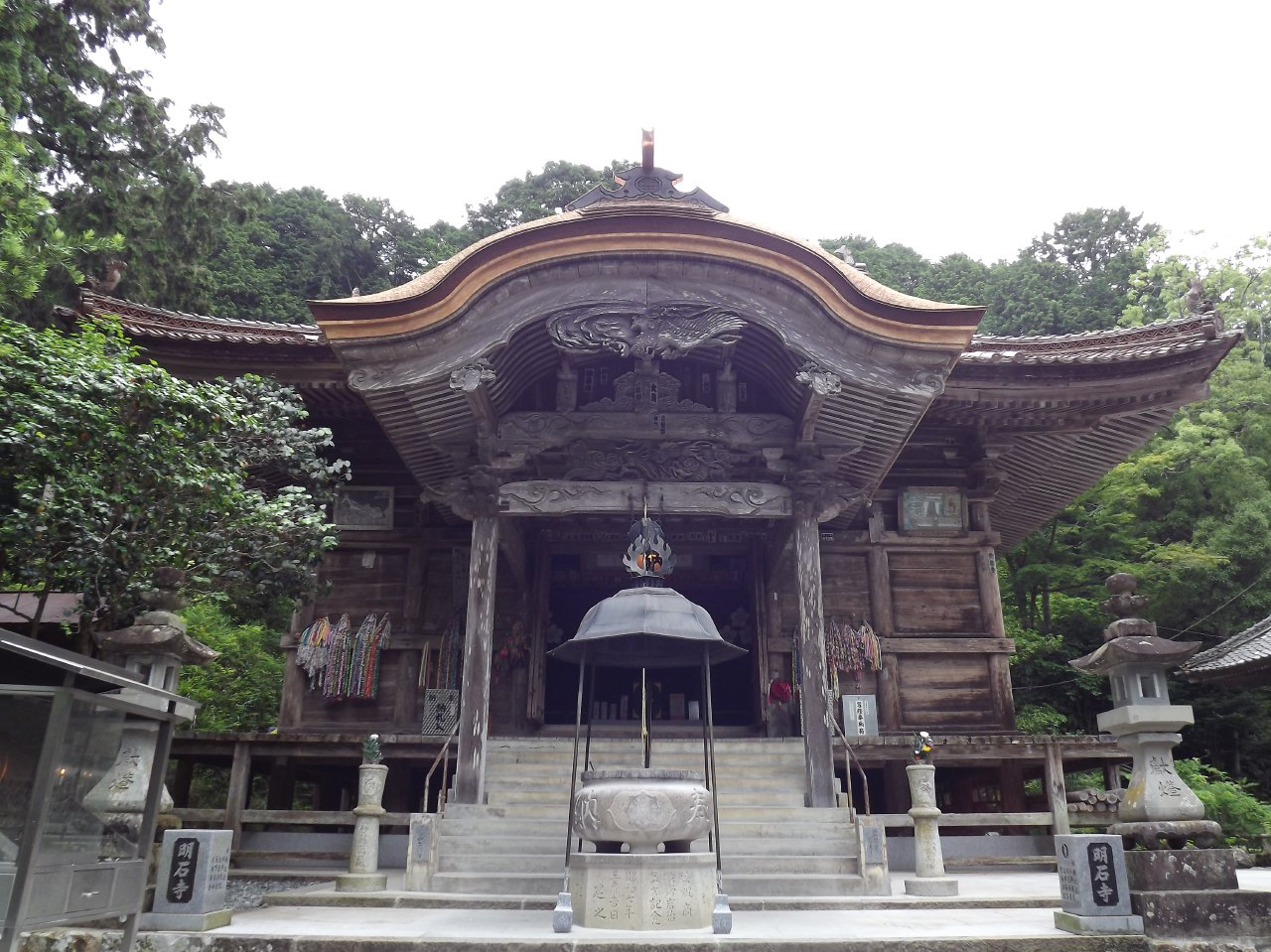
Hall principal

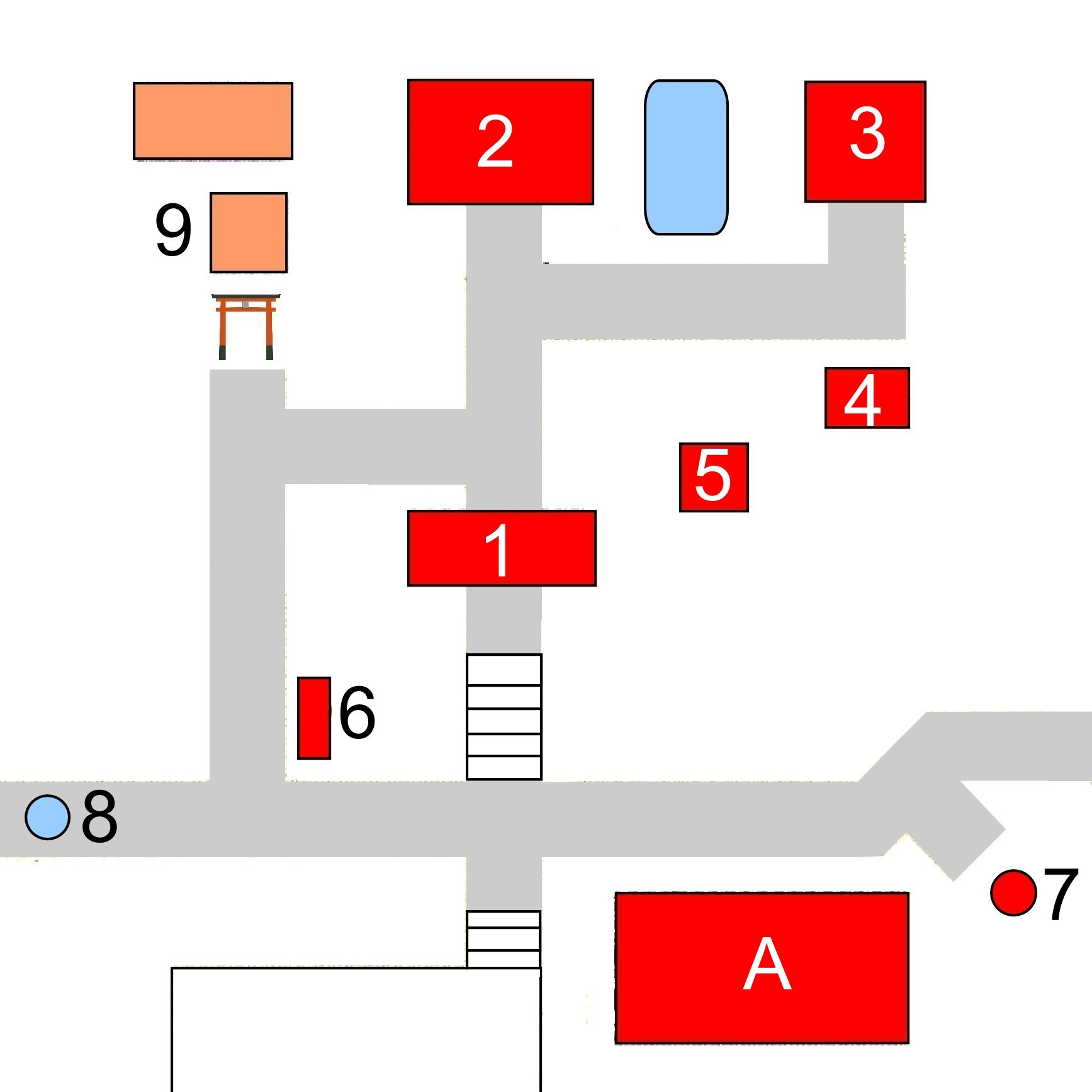
Plan du temple (voir texte)

Le Meiseki-ji (en japonais : 明石寺) avec le Go Genkōzan (源光山) et Enshuin (円手院) est un temple de la direction Jimon (寺門派) du bouddhisme Tendai situé dans la ville de Seiyo (préfecture d'Ehime).
Dans le décompte traditionnel, il est 43e temple du pèlerinage de Shikoku.

## Photos

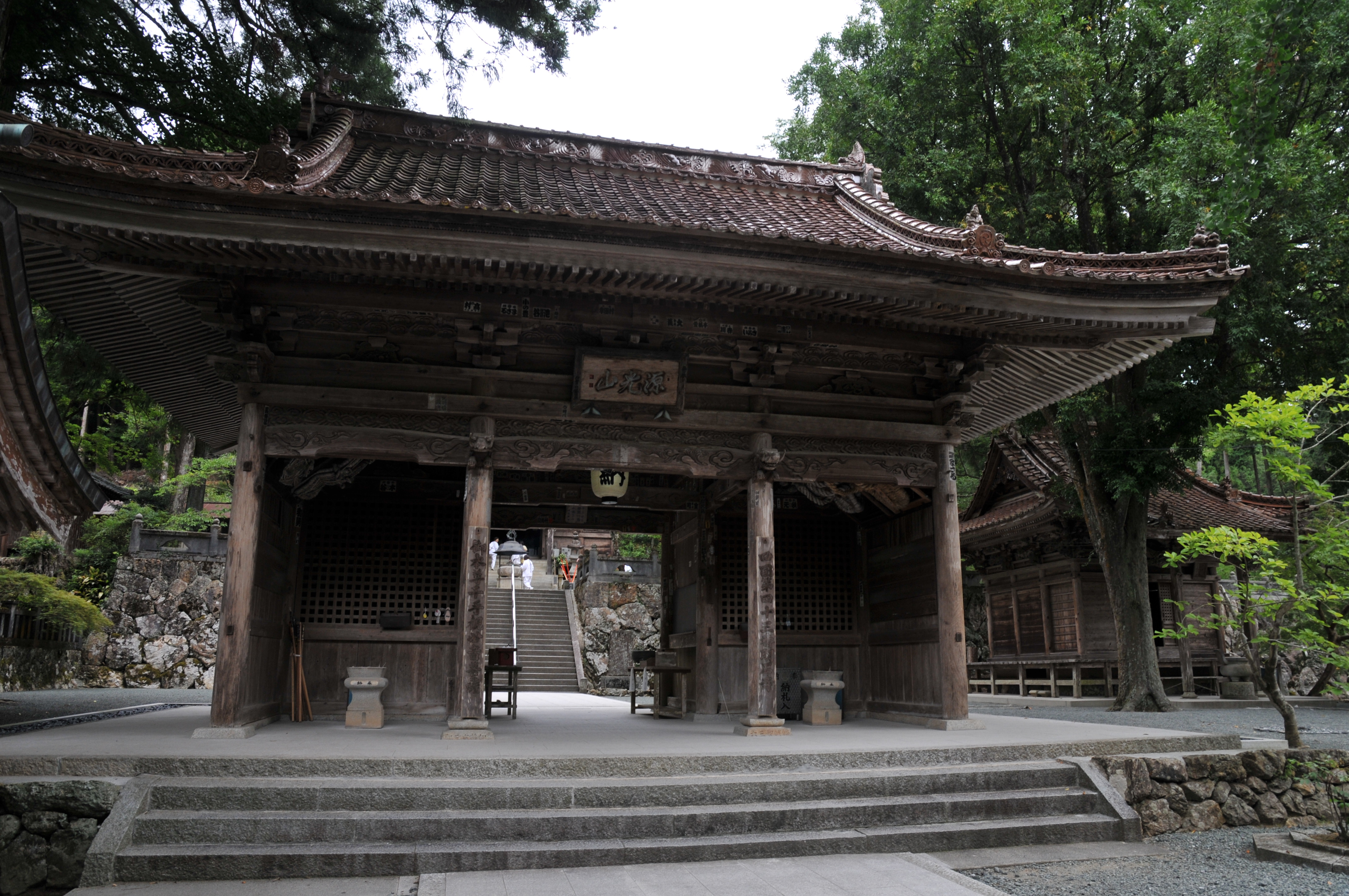
Porte du temple
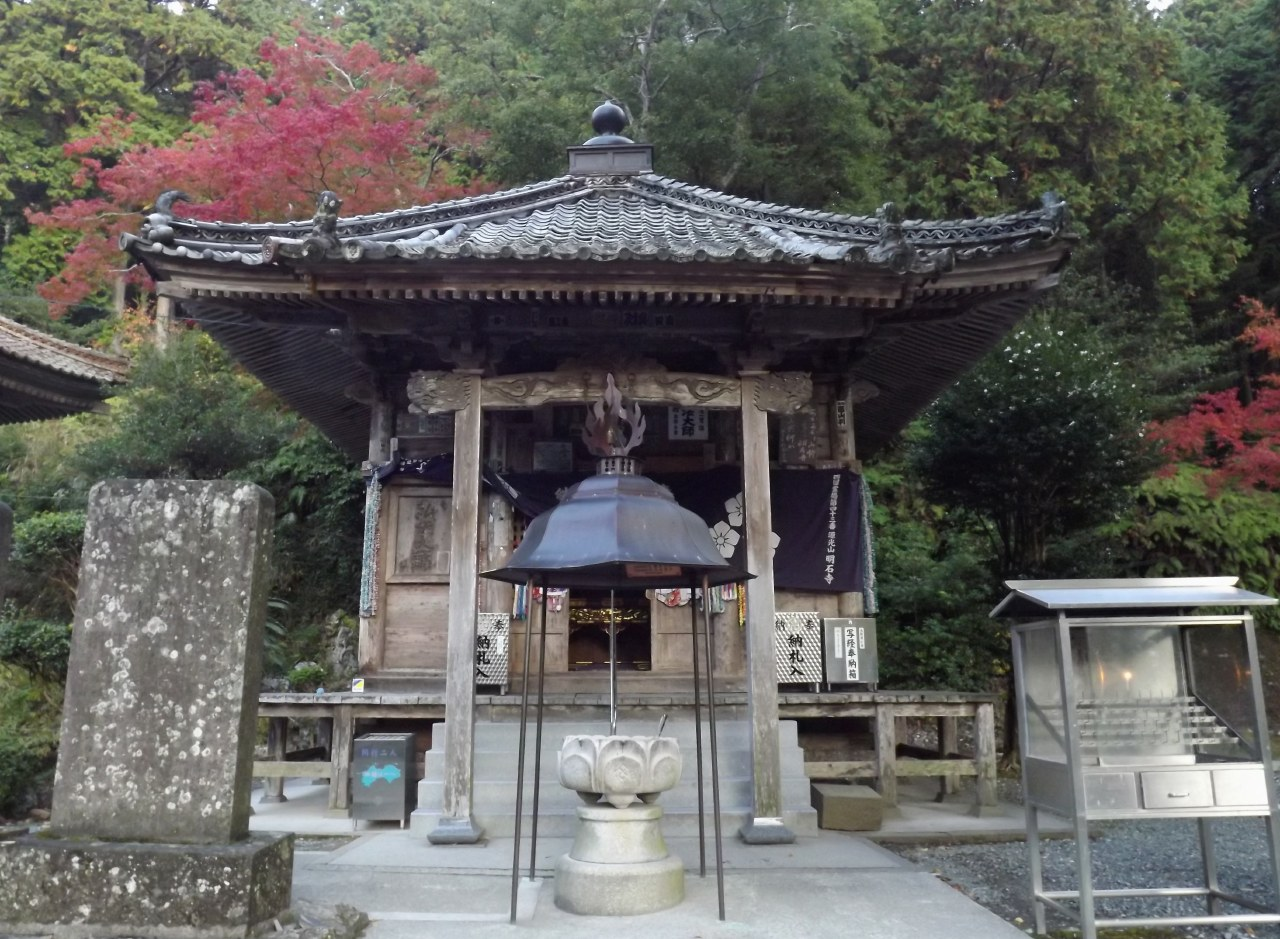
Daishidō
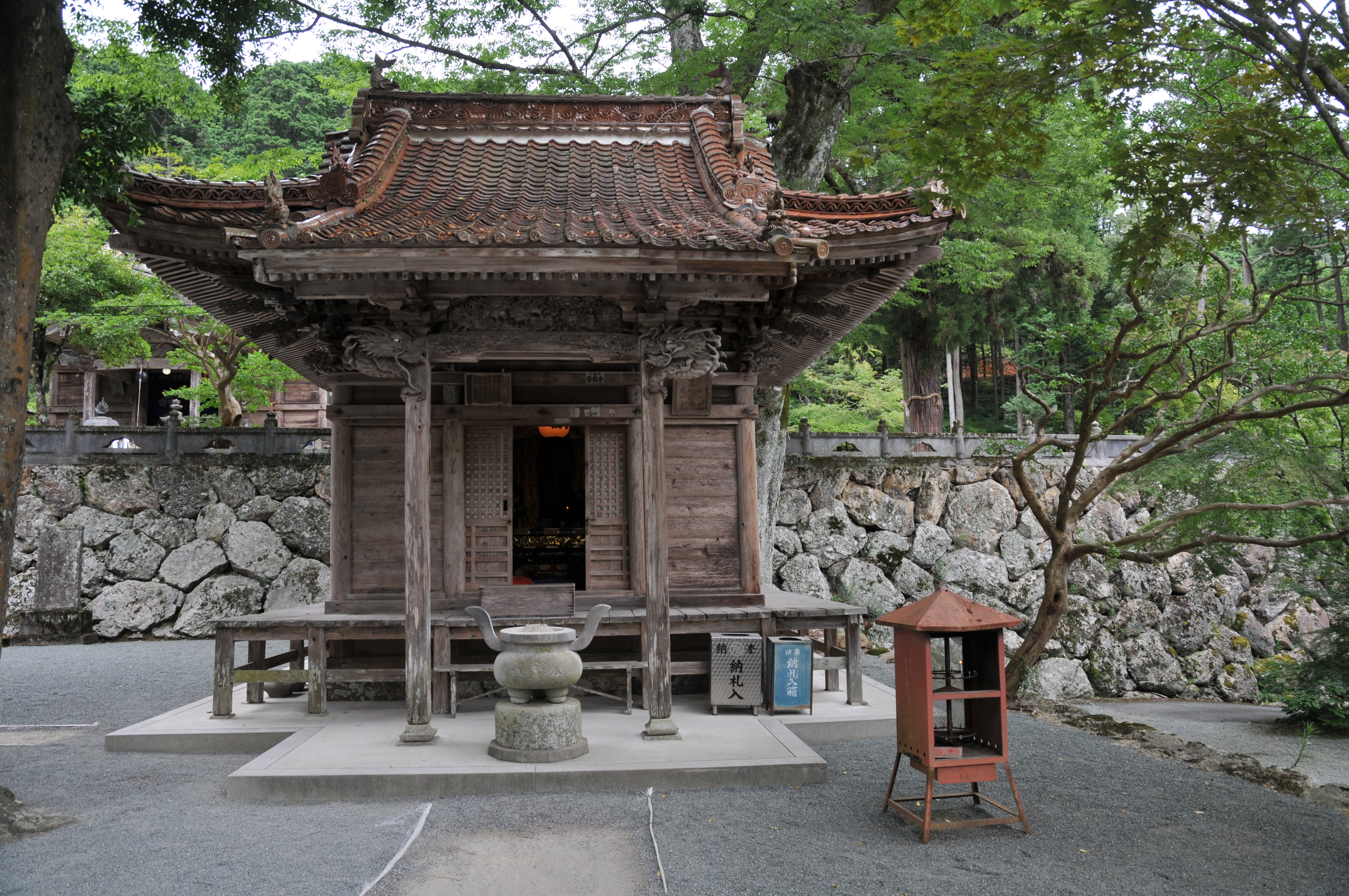
Jizodō
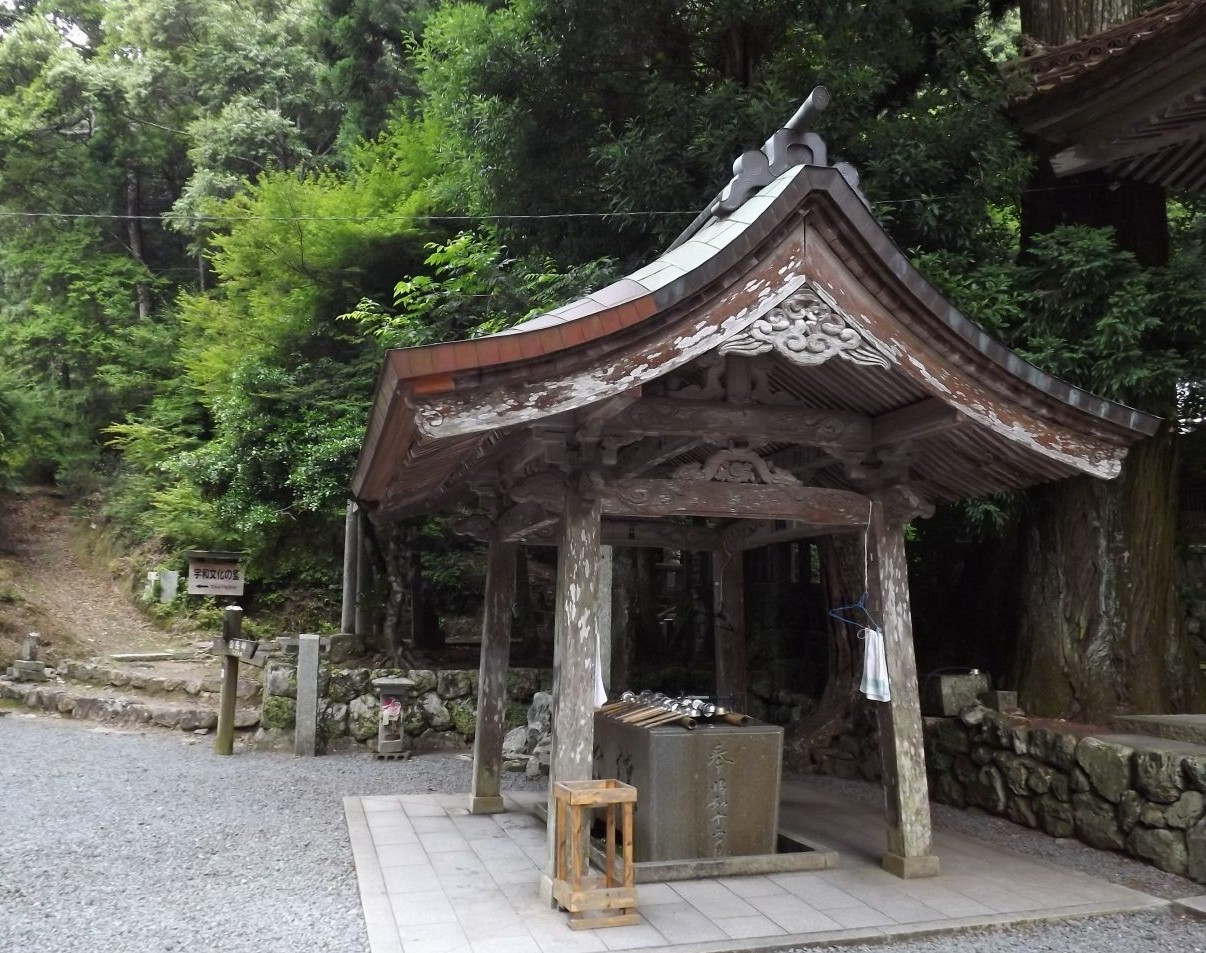
Lave-mains
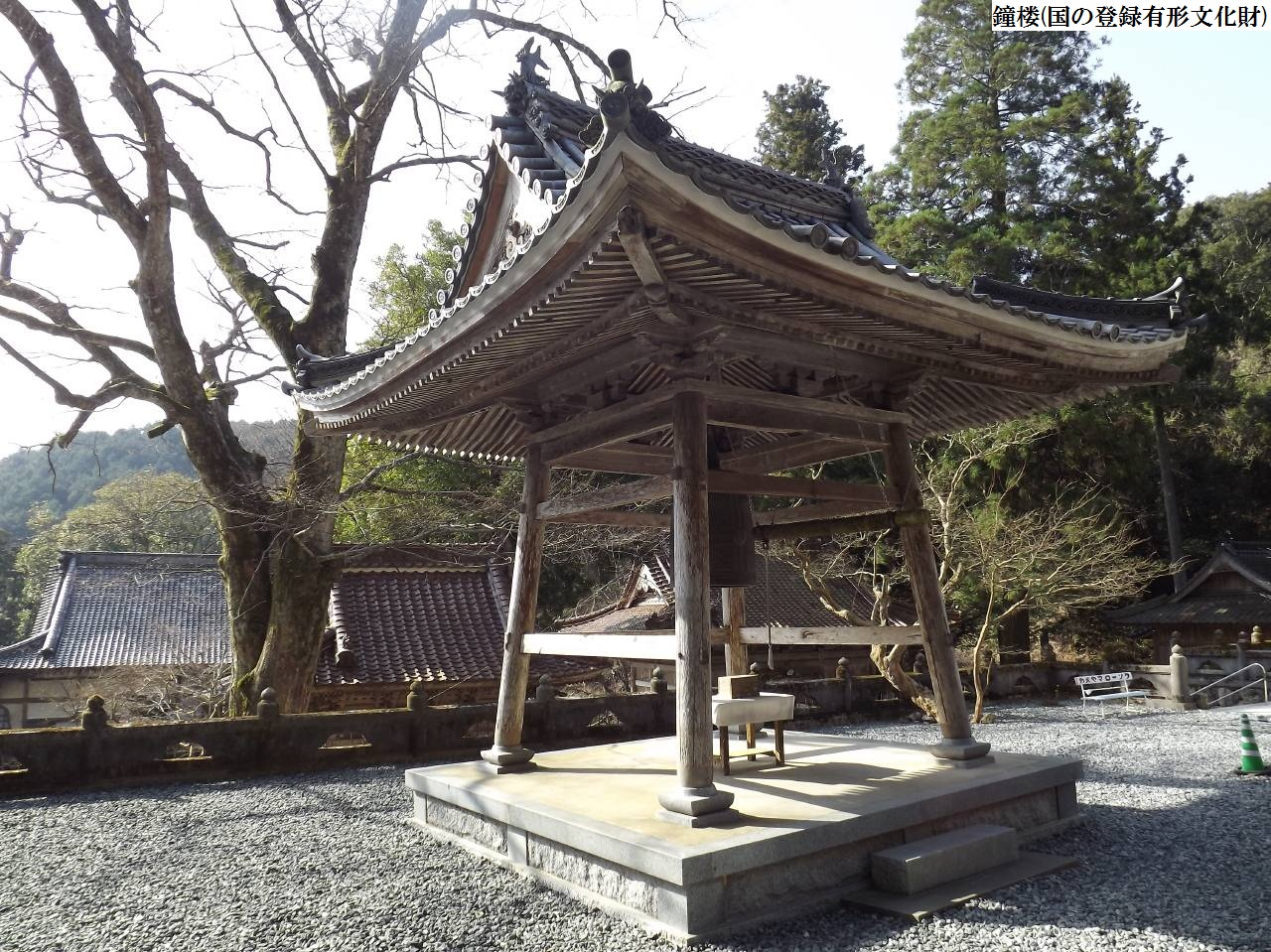
Cloche du temple
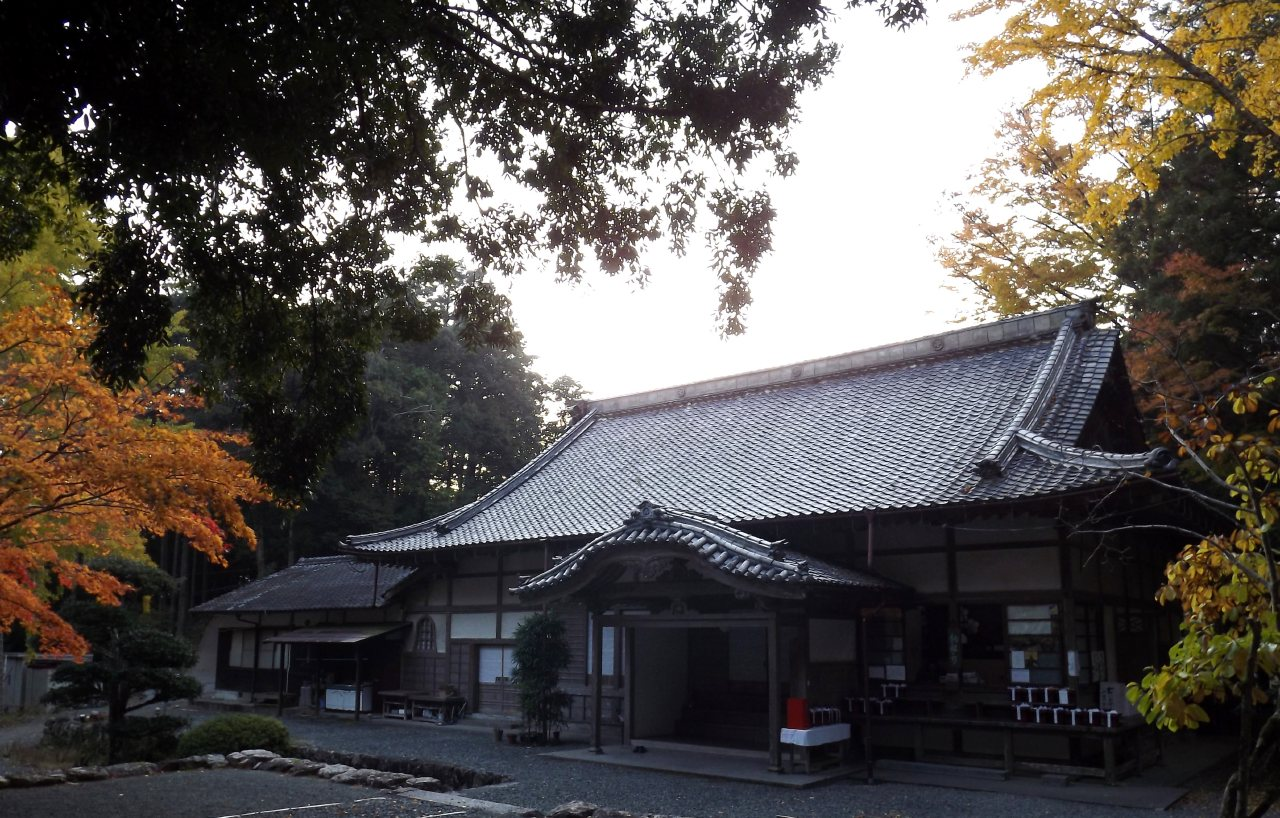
Hébergement